# Eburodacrys sulphureosignata
Eburodacrys sulphureosignata es una especie de escarabajo longicornio del género Eburodacrys, tribu Eburiini, subfamilia Cerambycinae. Fue descrita científicamente por Erichson en 1847.

## Descripción
Mide 11,3-18,2 milímetros de longitud.

## Distribución
Se distribuye por Bolivia, Brasil, Colombia, Ecuador, Guyana, Guayana Francesa, Perú, Surinam y Trinidad y Tobago.